# Colonia de Curazao y Dependencias
La Colonia de Curazao y Dependencias (en neerlandés: Kolonie Curaçao en onderhorigheden; en papiamento: Colonia di Kòrsou i las dependenshas) era una colonia de los Países Bajos en el Mar Caribe que funcionó desde 1815 hasta 1828 y desde 1845 hasta 1936. Entre 1936 y 1948 , el área era conocida como el Territorio de Curazao (holandés: Gebiedsdeel Curaçao ; papiamento: Teritoria di Kòrsou ) , y después de 1948 como las Antillas Neerlandesas. Con la proclamación de la Carta del Reino de los Países Bajos el 15 de diciembre de 1954, las Antillas Neerlandesas alcanzaron el estatus de igualdad con los propios Países Bajos y Surinam.
Bajo los términos del tratado anglo-neerlandés de 1814, los Países Bajos recuperaron el control sobre sus colonias de las Indias Occidentales, con la excepción de Demerara, Esequibo y Berbice. En el recién creado Reino Unido de los Países Bajos, se organizaron estas colonias de la siguiente manera:
| Nombre                       | Capital    | Comprendía                        |
| ---------------------------- | ---------- | --------------------------------- |
| Curazao y dependencias       | Willemstad | Curazao, Aruba, Bonaire           |
| San Eustaquio y Dependencias | Oranjestad | San Eustaquio, Sint Maarten, Saba |
| Guayana Neerlandesa          | Paramaribo | Surinam                           |